# Гильфанов, Ренат
Ренат Гильфанов (28 августа 1975, Новоалтайск) — российский поэт, сценарист.

## Биография
Один из представителей «элегических реалистов». Автор многочисленных публикаций в литературных журналах и трех поэтических сборников: «Монолог в потолок», «Наведение на резкость», «Волновремя» («Карта проигранной войны»).
В середине 90-х годов был участником рок-кабаре «Кардиограмма» (под руководством Алексея Дидурова) . Входил в "Арт-лито им. Лоренса Стерна  Александра Житинского наряду с Дмитрием Быковым, Линор Горалик, Леонидом Кагановым, Дмитрием Горчевым, Георгием Жердевым и другими известными ныне литераторами. На рубеже веков стихи Рената Гильфанова были очень популярны в Сети, им посвящали свои обзоры и колонки Вячеслав Курицын, Макс Фрай, К. С. Фарай, Леонид Делицын и другие известные в то (да и в наше) время деятели сети. В «нулевые» годы Гильфанов практически перестал читать стихи со сцены, однако и в эти годы стихи Рената Гильфанова публиковались в некоторых литературных журналах («Новая юность», «Арион»).

## Журнальные публикации
- Промокший поезд. «Новая Юность», № 5-6(26-27) за 1997 г.
- Жизнь в поездах. «Stern», № 2 за 1998 г.
- О лучшем в этой жизни. «Арион», № 4 за 2000 г.
- Туманности глазного дна. «Лимб», январь 2000 г.
- Зима в Петербурге. «Вечерний гондольер», № 154, 2006 г.
- Стихи. «РЕЦ», № 44-й за 2007 г.
- Мусульманин. «Арион», № 3 за 2010 г.

## Книги Рената Гильфанова
- Солнечное подполье. Антология. — Москва: Academia, 1999.
- Ренат Гильфанов. Наведение на резкость. — Санкт-Петербург: Геликон, 2010.

## Награды
- Премия «Тенёта».[3]

II место на конкурсе Тенета-1998 (номинация «Сборники стихотворений и поэмы»). Сборник «Наведение на резкость»
- Премия «Тенёта».[4]

III место на конкурсе Тенета-2000 (номинация «Сборники стихотворений и поэмы»). Сборник «Туманности глазного дна»

## Критика и отзывы
Обозреватель рубрики «Петит» «Независимой газеты»  так писал об одной из публикаций Гильфанова в журнале «Арион»:
«Центральной фигурой — то есть автором в престижной рубрике „Читальный зал“ — на этот раз избран Ренат Гильфанов. Поэт он интересный и талантливый, но ему вредит… модная ныне в поэзии мужественно-мрачная сомнамбулическая ирония. Когда он не иронизирует мрачно… получается гораздо интереснее».
Лауреат премии «Большая книга» Дмитрий Быков в своем сборнике эссе «Вместо жизни»
упомянул двух талантливых последователей Бродского — Рената Гильфанова и Полину Барскову, при этом заметив, что Бродский повредил их самостановлению и нанес их поэтикам огромный ущерб.
Однако многие известные писатели не сомневаются в «самобытности» Рената Гильфанова. Так, недавно ушедший из жизни культовый питерский писатель Дмитрий Горчев написал о его стихах следующее : «У меня, как и у многих, давно выработалось здоровое отвращение к поэзии, но стихи Рената Гильфанова — тот редкий случай, когда качество текста заставляет его прочитать. Классно».
С ним не совсем согласен автор популярных романов-фэнтези Макс Фрай : «Возьмите стакан раздражения, добавьте в него несколько капель искренней радости, украсьте ломтиком удивления… Полученный коктейль даст вам некоторое представление о моей первой реакции на поэзию Рената Гильфанова. На мой взгляд, несомненный талант автора — дар скорее прозаика, чем поэта. Он отлично умеет писать стихи, и всё же лучшие его находки могли бы стать истинными сокровищами именно для прозаика».
Известный российский писатель Леонид Каганов (Lleo) высказал прямо противоположную точку зрения : «Ренат Гильфанов из той высшей касты поэтов, которые способны создать у читателя впечатление, будто вовсе не пишут стихи, а просто говорят вслух. А то, что слова почему-то вплетаются в ритм и рифмуются в нужных местах — это как-то, дескать, само собой, без видимых усилий».